# Luke Saville
Luke Saville (* 1. Februar 1994 in Barmera, South Australia) ist ein australischer Tennisspieler. Er gewann in seiner Juniorenkarriere die Turniere in Wimbledon im Jahr 2011 und die Australian Open 2012 und wurde Weltranglistenerster in der Juniorenweltrangliste.

## Karriere

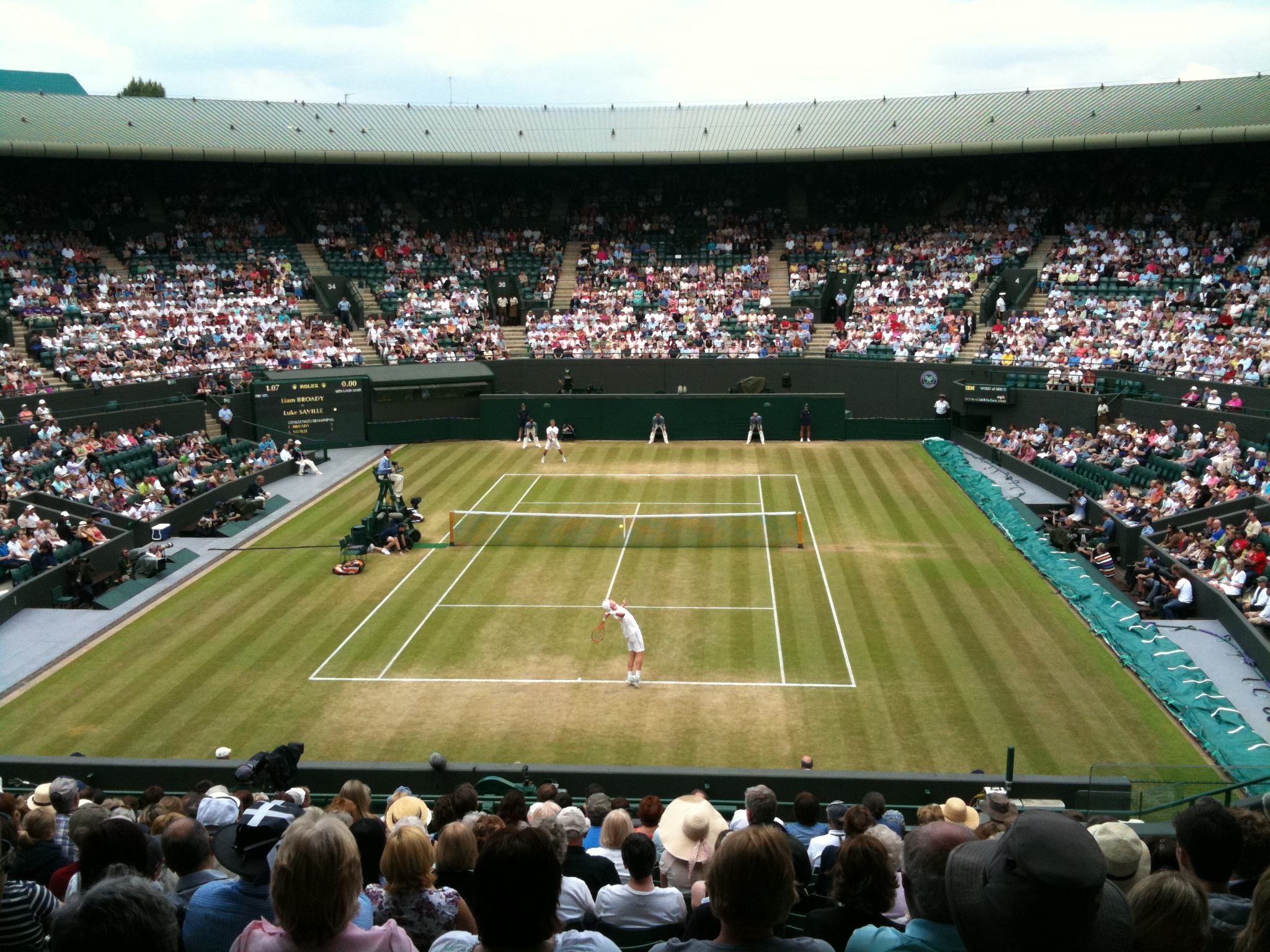
Endspiel gegen Liam Broady 2011 im Juniorenfinale in Wimbledon

### Juniorentennis
Saville begann im Alter von fünf Jahren mit dem Tennisspielen und nahm im Februar 2007 an seinem ersten ITF-Turnier teil. Für Aufsehen sorgte er erstmals im Juni 2011, als er das Juniorenturnier in Wimbledon durch einen Dreisatz-Finalsieg gegen Liam Broady für sich entschied. Bei den Australian Open 2012 feierte er seinen zweiten Grand-Slam-Sieg, nachdem er im Endspiel Filip Peliwo mit 6:3, 5:7, 6:4 besiegt hatte. Er belegt daraufhin den ersten Platz der Junioren-Weltrangliste.

### Anfänge auf der ITF und ATP Tour
Auf Future-Ebene erreichte Saville in Bangkok im Mai 2012 zum ersten Mal ein Endspiel und gewann dieses in drei Sätzen gegen Antoine Escoffier. Er bekam bisher dreimal eine Wildcard für die Qualifikation zu den Australian Open, schied jedoch jedes Mal in der ersten Runde aus. 2012 nahm er auch an den Qualifikationen der ATP-Turniere in Brisbane und Sydney teil. Dabei erreichte er in Brisbane die zweite Runde, wo er Tatsuma Itō deutlich unterlag. Sein Grand-Slam-Debüt gab er ebenfalls 2012 bei den Australian Open, als er aufgrund einer Wildcard parallel zum Junioren-Einzelwettbewerb auch in der Doppelkonkurrenz der Herren teilnehmen durfte. Er kam jedoch nicht über die erste Runde hinaus.
Während Saville im Januar 2014 bei den Australian Open noch in der Qualifikation scheiterte, kämpfte er sich in Wimbledon durch die Qualifikation bis in die zweite Runde im Hauptfeld, wo er Grigor Dimitrow in drei Sätzen unterlag. In Newport erreichte Saville ebenfalls die zweite Runde des Hauptfeldes, wo er Nicolas Mahut unterlag.

## Persönliches
Am 4. Dezember 2021 heiratete er die russische Tennisspielerin Daria Gavrilova.

## Erfolge
| Legende (Anzahl der Siege)  |
| Grand Slam                  |
| ATP World Tour Finals       |
| ATP World Tour Masters 1000 |
| ATP World Tour 500          |
| ATP World Tour 250          |
| ATP Challenger Tour (22)    |

### Doppel

#### Turniersiege
| Nr. | Datum              | Turnier        | Belag       | Partner            | Finalgegner                             | Ergebnis          |
| --- | ------------------ | -------------- | ----------- | ------------------ | --------------------------------------- | ----------------- |
| 1.  | 5. Februar 2016    | Launceston (1) | Hartplatz   | Jordan Thompson    | Dayne Kelly Matt Reid                   | 6:1, 4:6, [13:11] |
| 2.  | 26. März 2016      | Shenzhen       | Hartplatz   | Jordan Thompson    | Saketh Myneni Jeevan Nedunchezhiyan     | 3:6, 6:4, [12:10] |
| 3.  | 31. Juli 2016      | Lexington      | Hartplatz   | Jordan Thompson    | Nicolaas Scholtz Tucker Vorster         | 6:2, 7:5          |
| 4.  | 5. November 2016   | Canberra       | Hartplatz   | Jordan Thompson    | Matt Reid John-Patrick Smith            | 6:2, 6:3          |
| 5.  | 11. Februar 2017   | Launceston (2) | Hartplatz   | Bradley Mousley    | Alex Bolt Andrew Whittington            | 6:2, 6:1          |
| 6.  | 24. Februar 2018   | Kyōto          | Teppich (i) | Jordan Thompson    | Gō Soeda Yasutaka Uchiyama              | 6:3, 5:7, [10:6]  |
| 7.  | 30. September 2018 | Tiburon (1)    | Hartplatz   | Hans Hach Verdugo  | Gerard Granollers Pedro Martínez        | 6:3, 6:2          |
| 8.  | 16. November 2018  | Bangalore      | Hartplatz   | Max Purcell        | Purav Raja Antonio Šančić               | 7:63, 6:3         |
| 9.  | 5. Januar 2019     | Playford City  | Hartplatz   | Max Purcell        | Ariel Behar Enrique López Pérez         | 6:4, 7:5          |
| 10. | 2. Februar 2019    | Launceston (3) | Hartplatz   | Max Purcell        | Hiroki Moriya Mohamed Safwat            | 7:5, 6:4          |
| 11. | 24. März 2019      | Zhangjiagang   | Hartplatz   | Max Purcell        | N. Sriram Balaji Hans Hach Verdugo      | 6:2, 7:65         |
| 12. | 21. April 2019     | Anning         | Sand        | Max Purcell        | David Pel Hans Podlipnik-Castillo       | 4:6, 7:5, [10:5]  |
| 13. | 5. Mai 2019        | Seoul          | Sand        | Max Purcell        | Ruben Bemelmans Serhij Stachowskyj      | 6:4, 7:67         |
| 14. | 28. Juli 2019      | Binghamton     | Hartplatz   | Max Purcell        | JC Aragone Alex Lawson                  | 6:4, 4:6, [10:5]  |
| 15. | 27. Oktober 2019   | Traralgon      | Hartplatz   | Max Purcell        | Brydan Klein Scott Puodziunas           | 6:72, 6:3, [10:4] |
| 16. | 11. Januar 2020    | Canberra       | Hartplatz   | Max Purcell        | Jonathan Erlich Andrej Wassileuski      | 7:63, 7:63        |
| 17. | 22. Februar 2020   | Morelos        | Hartplatz   | John-Patrick Smith | Carlos Gómez Herrera Shintarō Mochizuki | 6:3, 6:74, [10:5] |
| 18. | 9. September 2023  | Shanghai       | Hartplatz   | Alex Bolt          | Bu Yunchaokete Tergel                   | 4:6, 6:3, [11:9]  |
| 19. | 3. Februar 2024    | Burnie         | Hartplatz   | Alex Bolt          | Tristan Schoolkate Adam Walton          | 5:7, 6:3, [12:10] |
| 20. | 27. Juli 2024      | Chicago        | Hartplatz   | Li Tu              | Mac Kiger Benjamin Sigouin              | 6:4, 3:6, [10:3]  |
| 21. | 28. September 2024 | Charleston     | Hartplatz   | Tristan Schoolkate | Calum Puttergill Dane Sweeny            | 6:73, 6:1, [10:3] |
| 22. | 5. Oktober 2024    | Tiburon (2)    | Hartplatz   | Tristan Schoolkate | Patrick Kypson Eliot Spizzirri          | 6:4, 6:2          |

#### Finalteilnahmen
| Nr. | Datum              | Turnier         | Belag         | Partner            | Finalgegner                       | Ergebnis           |
| --- | ------------------ | --------------- | ------------- | ------------------ | --------------------------------- | ------------------ |
| 1.  | 2. Februar 2020    | Australian Open | Hartplatz     | Max Purcell        | Rajeev Ram Joe Salisbury          | 4:6, 2:6           |
| 2.  | 1. November 2020   | Nur-Sultan      | Hartplatz (i) | Max Purcell        | Sander Gillé Joran Vliegen        | 5:7, 3:6           |
| 3.  | 6. Februar 2022    | Pune            | Hartplatz     | John-Patrick Smith | Rohan Bopanna Ramkumar Ramanathan | 7:610, 3:6, [6:10] |
| 4.  | 24. Juni 2022      | Eastbourne      | Rasen         | Matwé Middelkoop   | Nikola Mektić Mate Pavić          | 4:6, 2:6           |
| 5.  | 25. September 2022 | San Diego       | Hartplatz     | Jason Kubler       | Nathaniel Lammons Jackson Withrow | 6:75, 2:6          |

## Abschneiden bei Grand-Slam-Turnieren

### Herreneinzel
| Turnier         | 2010 | 2011 | 2012 | 2013 | 2014 | 2015 | 2016 | 2017 | 2018 | 2019 | 2020 | Karriere |
| --------------- | ---- | ---- | ---- | ---- | ---- | ---- | ---- | ---- | ---- | ---- | ---- | -------- |
| Australian Open | Q1   | Q1   | Q1   | 1    | Q1   | 1    | Q1   | Q1   | —    | Q1   | Q2   | 1        |
| French Open     | —    | —    | —    | —    | —    | Q2   | Q1   | —    | —    | —    | —    | —        |
| Wimbledon       | —    | —    | —    | —    | 2    | 1    | 1    | —    | —    | —    |      | 2        |
| US Open         | —    | —    | —    | —    | —    | Q1   | Q1   | —    | —    | —    | —    | —        |

Zeichenerklärung: S = Turniersieg; F, HF, VF, AF = Einzug ins Finale / Halbfinale / Viertelfinale / Achtelfinale; 1, 2, 3 = Ausscheiden in der 1. / 2. / 3. Hauptrunde; Q1, Q2, Q3 = Ausscheiden in der 1. / 2. / 3. Qualifikationsrunde; nicht ausgetragen

### Herrendoppel
| Turnier         | 2012 | 2013 | 2014 | 2015 | 2016 | 2017 | 2018 | 2019 | 2020 | 2021 | 2022 | 2023 | 2024 | 2025 | Karriere |
| --------------- | ---- | ---- | ---- | ---- | ---- | ---- | ---- | ---- | ---- | ---- | ---- | ---- | ---- | ---- | -------- |
| Australian Open | 1    | —    | 1    | 1    | 1    | 1    | 2    | 1    | F    | 2    | 1    | AF   | 1    | AF   | F        |
| French Open     | —    | —    | —    | —    | —    | —    | —    | —    | 1    | AF   | 2    | —    | —    | —    | AF       |
| Wimbledon       | —    | —    | —    | —    | —    | —    | —    | 1    |      | AF   | 1    | —    | —    | —    | AF       |
| US Open         | —    | —    | —    | —    | —    | —    | —    | —    | 1    | 1    | 2    | —    | —    |      | 2        |

### Mixed
| Turnier         | 2013 | 2014 | 2015 | 2016 | 2017 | 2018 | 2019 | 2020 | 2021 | 2022 | 2023 | 2024 | 2025 | Karriere |
| --------------- | ---- | ---- | ---- | ---- | ---- | ---- | ---- | ---- | ---- | ---- | ---- | ---- | ---- | -------- |
| Australian Open | 1    | —    | AF   | 1    | 1    | —    | —    | 1    | 1    | 1    | 1    | 1    | 1    | AF       |
| French Open     | —    | —    | —    | —    | —    | —    | —    |      | 1    | —    | —    | —    | —    | 1        |
| Wimbledon       | —    | —    | —    | —    | —    | —    | —    |      | —    | —    | —    | —    | —    | —        |
| US Open         | —    | —    | —    | —    | —    | —    | —    |      | 1    | —    | —    | —    |      | 1        |

### Junioreneinzel
| Turnier         | 2009 | 2010 | 2011 | 2012 | Karriere |
| --------------- | ---- | ---- | ---- | ---- | -------- |
| Australian Open | 2    | 2    | F    | S    | S        |
| French Open     | —    | —    | 1    | VF   | VF       |
| Wimbledon       | —    | —    | S    | F    | S        |
| US Open         | —    | —    | 1    | —    | 1        |

### Juniorendoppel
| Turnier         | 2009 | 2010 | 2011 | 2012 | Karriere |
| --------------- | ---- | ---- | ---- | ---- | -------- |
| Australian Open | AF   | 1    | 1    | VF   | VF       |
| French Open     | —    | —    | AF   | AF   | AF       |
| Wimbledon       | —    | —    | 1    | VF   | VF       |
| US Open         | —    | —    | VF   | —    | VF       |